# Вежі Тайші
34°27′31.49″ пн. ш. 113°4′3.79″ сх. д. / 34.4587472° пн. ш. 113.0677194° сх. д.

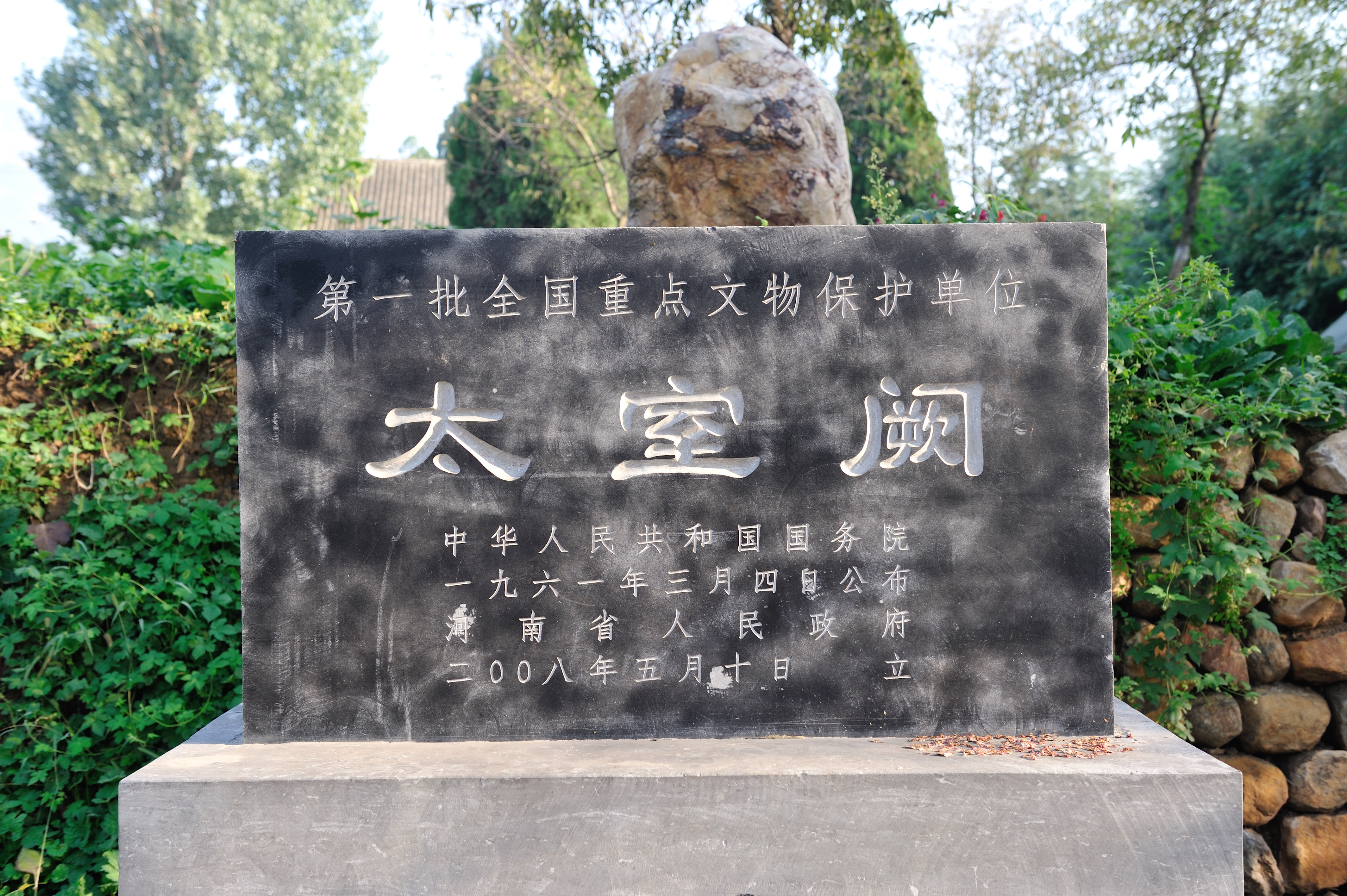

Вежі Тайші (кит.: 太室阙, піньінь: Tài shì quē) — архітектурна пам'ятка у китайській провінції Хенань. Разом з іншими старовинними будовами біля міста Денфен з 2010 року входить до Світової спадщини ЮНЕСКО. Спільно зі вежами Шаоші та Ціму має назву «Вартові вежі династії Хань на Священній горі».

## Історія
Зведено у 118 році за ініціативою імператора Ань-ді з династії Східна Хань. Вони повинні були захищати прохід до храму Тайші (створено в часи династії Цінь для поклоніння богу гори), що розташовувався біля священної гори Суншань. У подальшому усі наступні імператори слідкували за збереженням веж та прикрашенням самого храму. Найбільшої величі храм Тайші набув в часи династій Північна Сун та Цзінь.
У березні 1641 в часи занепаду династії Мін році його було значною мірою пошкоджено пожежею. Відновлювальні роботи відбулися у 1653 році за наказом Шуньчжі, імператора з династії Цін.
У 1961 році урядом КНР внесено до переліку культурних надбань. У 2010 році вежі Тайші увійшли до списку світової спадщини ЮНЕСКО в Китаї.

## Опис
Розташовані на відстані 500 м від храму Чжун'юе, 4 км від м. Денфен (провінція Хенань), біля південного підніжжя гори Суншань. Східна вежа має висоту 3.92 м, західна — 3.96 м заввишки. Відстань між ними дорівнює 6.75 м. Складається з трьох частин: масивної кам'яної бази, власно вежі, що складена зі шліфованого великого прямокутного каміння (загалом 8 шарів), зверху розташована невеличка своєрідний «дах» квадратної форми. На кожному з каменів веж присутні малюнки та інші різьбленні зображення.
На західній вежі вирізана інформація про рік зведення веж та їх будівництво. також тут присутні різьбленні зображення коней, подорожуючих людей, танці з мечами, тварини, сцени з життя китайської знаті ханського періоду. Є важливим джерелом знань щодо мистецтва і суспільства періоду Хань.